# إيبلوفيك (أسطورة)
أيبَلوفيك (بالإنجليزية: Aipaloovik)‏ في أساطير الإسكيمو هو رب الأحياء البحرية عند الإسكيمو. إنه كائن شرير يترافق مع الجريمة والتخريب والتدمير.